# Masque d'une femme en pleurs
 (décembre 2020).
Si vous disposez d'ouvrages ou d'articles de référence ou si vous connaissez des sites web de qualité traitant du thème abordé ici, merci de compléter l'article en donnant les références utiles à sa vérifiabilité et en les liant à la section « Notes et références ».
 (décembre 2020).
Masque de la femme en pleurs est une sculpture d'Auguste Rodin, initialement réalisée en duo avec La Femme en pleurs pour la première version de son œuvre La Porte de l'Enfer en 1885. Les deux pièces étaient destinées à figurer au centre de chaque panneau. Elles ont ensuite été déplacées par Rodin lui-même, qui a placé le Masque sur la partie inférieure du panneau gauche.
Dans son catalogue rétrospectif de 1909 sur ses propres œuvres, Rodin décrit cette paire d'œuvres comme un « visage violemment plissé de tristesse et déchiré par des larmes amères et des cheveux ébouriffés ». Il a fusionné ses cheveux avec la surface inégale représentant son cou, ce qui peut suggérer que l'œuvre n'était pas destinée à représenter une figure de l'histoire des Métamorphoses d'Ovide comme le supposait Truman Bartlett[réf. nécessaire]. Elle est différente du style traditionnel de Rodin à cette époque et se distingue de son Masque de la douleur, anticipant plutôt sa série Hanako de 1907.
Rodin a exposé une nouvelle version de l’œuvre à la galerie de Georges Petit, créée pour Edmond Lachenal à la mémoire d'une femme.